# 2044 Wirt
2044 Wirt è un asteroide areosecante del diametro medio di circa 6,66 km. Scoperto nel 1950, presenta un'orbita caratterizzata da un semiasse maggiore pari a 2,3795299 au e da un'eccentricità di 0,3449071, inclinata di 23,97208° rispetto all'eclittica.
L'asteroide è dedicato all'astronomo statunitense Carl Alvar Wirtanen.
Nel 2006 ne è stata ipotizzata la probabile natura binaria, senza tuttavia assegnare un nome pur provvisorio al satellite. Le due componenti del sistema, distanti tra loro 12 km, avrebbero dimensioni di circa 6,46 e 1,62 km. Il satellite orbiterebbe attorno al corpo principale in 18,97 ore.